# رلف کوتس
رلف کوتس (به انگلیسی: Ralph Coates) بازیکن فوتبال زادهٔ ۲۶ آوریل ۱۹۴۶ اهل کشور انگلستان که سابقهٔ بازی در تیم ملی فوتبال انگلستان را در کارنامهٔ خود دارد. وی در تاریخ ۲۱ آوریل ۱۹۷۰ نخستین بازی ملی خود را در مقابل تیم ملی فوتبال ایرلند شمالی انجام داد و با حضور در ۴ بازی ملی، در تاریخ ۱۹ مه ۱۹۷۱ واپسین بازی ملی‌اش را در برابر تیم ملی فوتبال ولز برگزار کرد.